# Filip (książę Edynburga)

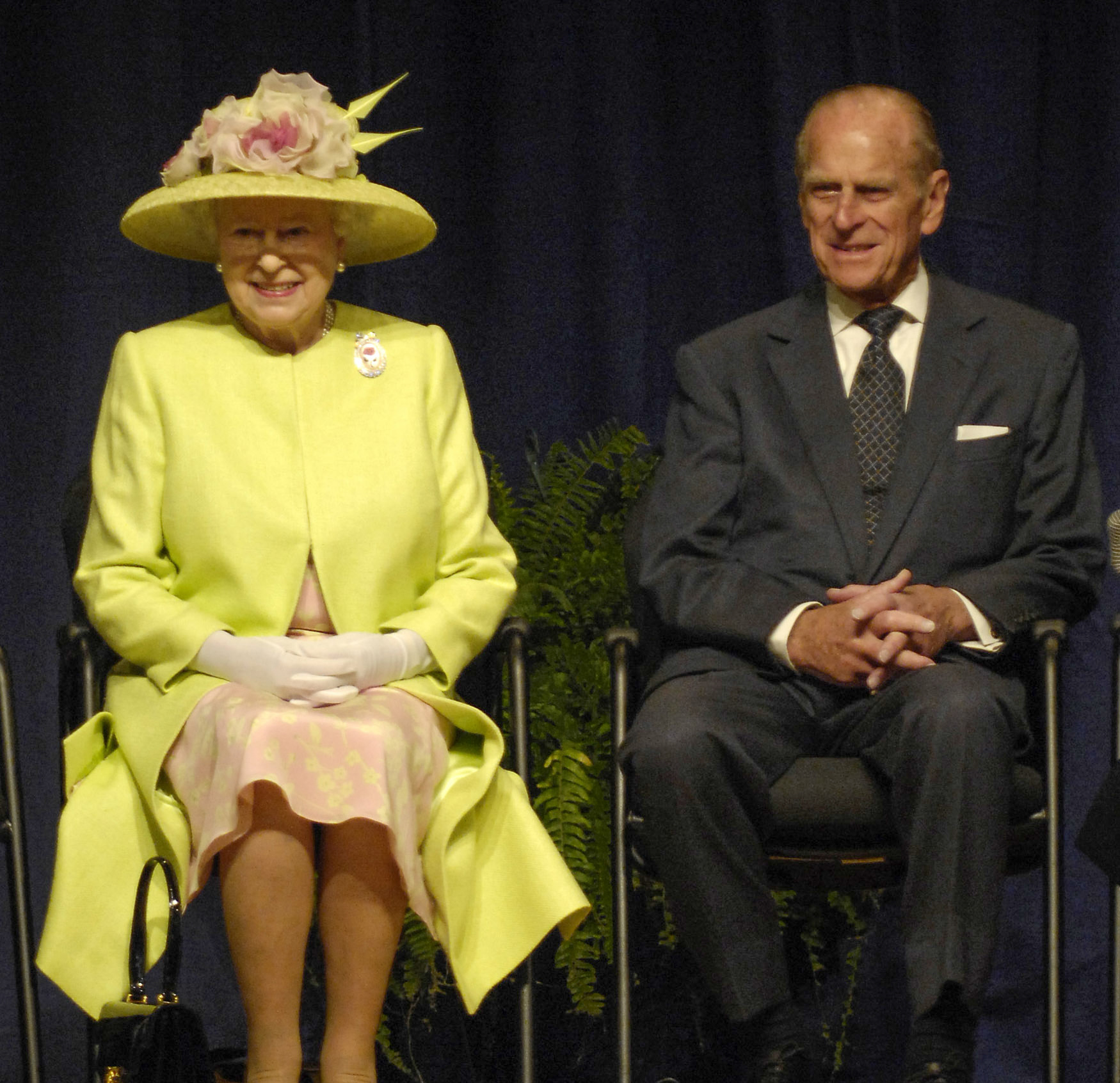
Książę Edynburga z królową (2007)

Filip, książę Edynburga, ang. Philip, Duke of Edinburgh, urodzony jako książę Filip z Grecji i Danii, następnie Filip Mountbatten (ur. 10 czerwca 1921 w willi Mon Repos pod Korfu, zm. 9 kwietnia 2021 w Windsorze) – książę Zjednoczonego Królestwa, brytyjski książę małżonek jako mąż królowej Elżbiety II, wolnomularz. W 2021 był najdłużej żyjącym małżonkiem władcy w historii imperium brytyjskiego, a także najstarszym współmałżonkiem kiedykolwiek panującego monarchy brytyjskiego.
Pochodził z duńskiego rodu królewskiego Schleswig-Holstein-Sonderburg-Glücksburg. Urodził się w Grecji jako członek greckiej i duńskiej rodziny królewskiej, ale jego rodzina została wygnana, gdy był jeszcze dzieckiem. Kształcił się we Francji, Wielkiej Brytanii i Niemczech, po czym wstąpił do Royal Navy w 1939, w wieku 18 lat. Od lipca 1939 zaczął korespondować z 13-letnią księżniczką Elżbietą (jego dalszą kuzynką ze strony królowej Wiktorii i najstarszą córką oraz przypuszczalną następczynią tronu po królu Jerzym VI), którą spotkał po raz pierwszy w 1934. Podczas II wojny światowej służył we flotach na Morzu Śródziemnym i Pacyfiku.
Poza tytułem księcia Edynburga (Duke of Edinburgh), był też hrabią Merioneth (Earl of Merioneth) i baronem Greenwich (Baron Greenwich). W roku 2011 na swoje 90. urodziny otrzymał od swojej małżonki tytuł Lorda Wielkiego Admirała Marynarki (Lord High Admiral of the Navy).
Z Elżbietą II mieli czworo dzieci – Karola, Annę, Andrzeja i Edwarda.
Zmarł w wieku 99 lat w zamku Windsor w mieście Windsor.
11 listopada 2023 w Dzień Pamięci w London’s Royal Albert Hall odsłonięto pomnik Filipa i jego żony Elżbiety II.

## Życiorys

### Wczesne dzieciństwo
Urodził się na wyspie Korfu jako Filip, książę Grecji i Danii. Jedyny syn i ostatnie dziecko księcia Andrzeja, syna króla Grecji Jerzego I oraz księżnej Alicji Battenberg.
W 1922 wuj Filipa, panujący Konstantyn I, został zmuszony do abdykacji po rewolucji 11 września, spowodowanej przez wojska rozczarowane klęską Grecji w wojnie z Turcją, a książę Andrzej aresztowany przez rząd wojskowy i wkrótce skazany na dożywotnie wygnanie oraz pozbawienie, tak jak reszta rodziny, obywatelstwa greckiego. W grudniu rodzina Filipa opuściła kraj i osiedliła się w podparyskim Saint-Cloud w domu użyczonym przez ciotkę, księżną Marię Bonaparte.

### Edukacja
Początkowo Filip uczył się w amerykańskiej szkole w Paryżu, prowadzonej przez Donalda MacJanneta, który określił Filipa jako „chropowatego, niesfornego..., ale zawsze niezwykle grzecznego”. W 1928 został wysłany do Wielkiej Brytanii, aby uczęszczać do Cheam School. Równocześnie zamieszkał ze swoją babką księżniczką Wiktorią w Pałacu Kensington. W tym czasie blisko przyjaźnił się ze swoim kuzynem Dawidem Mountbattenem. W ciągu kolejnych trzech lat jego cztery siostry wyszły za mąż za niemieckich arystokratów, natomiast jego matka została umieszczona w domu opieki po wykryciu u niej schizofrenii, a ojciec przeprowadził się do małego mieszkania w Monte Carlo.
W 1933 Filip został wysłany do elitarnej niemieckiej szkoły Schule Schloss Salem, natomiast niecały rok później zaczął studiować w prywatnej szkole Gordonstoun w Szkocji. W 1937 w wypadku lotniczym pod Ostendą w Belgii zginęła jego siostra – księżna Cecylia z mężem, dwoma synami i teściową. Był to wielki szok dla zaledwie 16-letniego Filipa, który wziął udział w uroczystościach pogrzebowych w Darmstadt.

### Kariera wojskowa
Jesienią 1939, po ukończeniu Gordonstoun, rozpoczął służbę wojskową – wstąpił do Royal Navy i ukończył Royal Naval College w Dartmouth jako najlepszy kadet na kursie. W styczniu 1940 uzyskał stopień aspiranta i niedługo potem spędził cztery miesiące na pokładzie HMS „Ramillies”, chroniąc konwoje z Australijskiego Centrum Ekspedycyjnego na Oceanie Indyjskim, a następnie zaliczył krótkie służby na HMS „Kent”, HMS „Shropshire” oraz na Cejlonie (obecnie Sri Lanka).
W październiku 1940 po inwazji Włoch na Grecję, Filip został przeniesiony z Oceanu Indyjskiego na pancernik HMS „Valiant”, na którym brał udział w bitwie o Kretę oraz w bitwie u przylądka Matapan, gdzie kontrolował reflektory pancernika, za co został później wyróżniony nagrodą tzw. Mentioned in Despatches (MID) (ang. wymieniony w sprawozdaniu). Niedługo potem otrzymał także odznaczenie greckiego Krzyża Wojennego.
Pod koniec 1941 książę Filip, po serii szkoleń w Portsmouth, gdzie uzyskał najlepszą ocenę z czterech na pięć części egzaminu, został awansowany na podporucznika marynarki.
W czerwcu 1942 został przydzielony do służby na niszczycielu typu V/W – HMS „Wallace”, który brał udział w zadaniach eskortowych konwojów na wschodnim wybrzeżu Wielkiej Brytanii, a także w operacji Husky. Promocja na porucznika miała miejsce 16 lipca 1942. W październiku tego samego roku, w wieku zaledwie 21 lat, objął stanowisko pierwszego oficera HMS „Wallace”, jako jeden z najmłodszych oficerów w Royal Navy.
Podczas inwazji na Sycylię, w lipcu 1943, jako zastępca dowódcy HMS „Wallace” uratował swój okręt przed nocnym nalotem bombowców. Opracował wtedy plan, aby uruchomić tratwę, na której unosić się będzie dym, co rozproszy i zdezorientuje bombowce, a pozwoli okrętowi niepostrzeżenie się wymknąć.
W 1944 przeniósł się na nowy niszczyciel HMS „Whelp”, na którym prowadzono działania w ścisłej współpracy z nowo utworzoną Brytyjską Flotą Pacyfiku. Był obecny w Zatoce Tokijskiej, gdy podpisywano tam akt kapitulacji Japonii, kończący II wojnę światową. W 1946 książę Filip wrócił do Wielkiej Brytanii na pokładzie „Whelp” i został wysłany jako instruktor do Szkoły Oficerskiej w Corsham, w hrabstwie Wiltshire.

### Małżeństwo

Monogram Filipa

W 1939 król Jerzy VI oraz królowa Elżbieta przybyli z oficjalną wizytą do Akademii Marynarki w Dartmouth, spotkanie jednak nie doszło do skutku z powodu panującej wówczas epidemii świnki. Królowa i Louis Mountbatten poprosili Filipa, aby ten zajął się dwiema królewskimi córkami: Elżbietą oraz Małgorzatą. 18-letni wysoki i postawny oficer wywarł duże wrażenie na księżniczce Elżbiecie, która zakochała się w Filipie i następnie utrzymywała z nim kontakt listowny. Filip nie przypadł do gustu parze królewskiej, m.in. dlatego, że jego krewni byli blisko związani z reżimem nazistowskim, a jego siostry wyszły za niemieckich arystokratów. Królowi Jerzemu nie przypadł do gustu również fakt, że Filip jest ubogi i pretensjonalny. Spekulowano także o niewierności księcia. Mimo to w grudniu 1943 Filip został zaproszony do zamku w Windsorze, a w sierpniu 1946 do zamku Balmoral, gdzie oświadczył się księżniczce Elżbiecie. Król, choć niechętnie, zezwolił na małżeństwo, jednak pod warunkiem, że Filip zaniecha wszelkich starań do czasu ukończenia przez Elżbietę 21 lat.
W 1947, po uzyskaniu obywatelstwa brytyjskiego, porzucił rodowe miano Schleswig-Holstein-Sonderburg-Glücksburg i przyjął nazwisko matki Battenberg w zanglicyzowanej formie Mountbatten, a także zrzekł się wszelkich tytułów grecko-duńskich oraz dokonał konwersji religii z prawosławia na anglikanizm i tym samym spełnił wszystkie wymogi, by móc ożenić się z Elżbietą. W lipcu 1947 zaręczyny zostały podane do publicznej wiadomości. 20 listopada 1947, w dzień ślubu, Filip został mianowany przez króla diukiem Edynburga, hrabią Merioneth i baronem Greenwich. Ślub odbył się w opactwie westminsterskim i był transmitowany przez radio BBC do ponad 200 mln ludzi na świecie. W ślubie nie mogły uczestniczyć siostry księcia Filipa, które wyszły za książąt niemieckich mających bliskie stosunki z reżimem nazistowskim. Po ślubie Filip i Elżbieta zamieszkali w rezydencji Clarence House w Londynie. 14 listopada 1948 na świat przyszło pierwsze dziecko – książę Karol, natomiast niecałe dwa lata później księżniczka Anna.
Książę chciał kontynuować karierę w marynarce, jednak wiedział, że w przyszłości jego żona jako królowa przyćmi jego karierę i plany, z których będzie musiał zrezygnować. Niemniej jednak wrócił do marynarki, najpierw pracując w biurze admiralicji, a następnie odbywając kurs w Old Royal Naval College w Greenwich. Od 1949 stacjonował na Malcie po tym, jak został mianowany pierwszym oficerem niszczyciela HMS „Chequers”. W lipcu 1950 został awansowany do stopnia komandora podporucznika i objął dowodzenie fregatą HMS „Magpie”. Dwa lata później awansował do stopnia komandora porucznika, jednakże już po zakończeniu swojej czynnej służby w marynarce w lipcu 1951. 15 lutego 1953 został mianowany admirałem floty.
4 listopada 1951 Filip i Elżbieta zostali powołani przez króla Jerzego VI do Tajnej Rady po tym, jak złożyli oficjalną wizytę w Kanadzie. W styczniu 1952 rozpoczęli objazd po krajach Wspólnoty Narodów. 6 lutego 1952, podczas pobytu w Kenii, zmarł ojciec Elżbiety, a ona została królową. To Filip, dowiedziawszy się o śmierci króla, przekazał tę informację żonie, po czym oboje niezwłocznie powrócili do Wielkiej Brytanii.

### Małżonek królowej

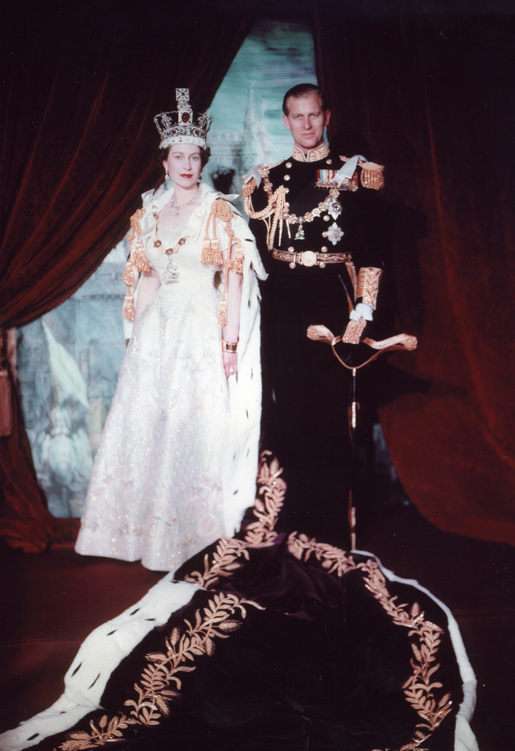
Książę Edynburga z królową Elżbietą II. Portret koronacyjny (1953)

#### Kwestia nazwiska
Wstąpienie Elżbiety na tron wywołało zamieszanie w kwestii nazwiska, jakie nosić będą dzieci Filipa i królowej. Sam książę oraz jego wuj, Louis Mountbatten, nalegali na to, by dzieci nosiły nazwisko ojca – Mountbatten. Królowa wdowa Maria, dowiedziawszy się o tym, poinformowała o ich zamiarach premiera Winstona Churchilla, który zalecił nowej królowej wydanie królewskiej odezwy stwierdzającej, że rodzina królewska pozostaje przy rodowym nazwisku Windsor. Filip prywatnie skarżył się: Czuję się w tej rodzinie jak cholerna ameba. Jestem jedynym człowiekiem w kraju, który nie może dać swojego nazwiska dzieciom. Z królową miał czwórkę dzieci: Karola (ur. 1948), Annę (ur. 1950), Andrzeja (ur. 1960) i Edwarda (ur. 1964).
W 1960 królowa Elżbieta na spotkaniu Tajnej Rady zaproponowała, by jej dzieci nosiły nazwisko Mountbatten-Windsor, ale tylko wtedy, gdy nie będą bezpośrednio w linii sukcesji do tronu. Rada przyjęła propozycję i niedługo potem wydała oficjalne orzeczenie w tej sprawie. Dodatkowo następca tronu, książę Karol, również podjął decyzję o używaniu podwójnego nazwiska.
Po wstąpieniu na tron Elżbieta poinformowała również, że książę ma „miejsce, prymat i pierwszeństwo” obok niej „w każdej sytuacji i przy każdym wystąpieniu, chyba że inaczej mówi ustawa”. Oznaczało to, że Filip zyskał pierwszeństwo nad swoim synem, księciem Walii, z wyjątkiem oficjalnych wizyt w brytyjskim parlamencie.

#### Obowiązki
Jako małżonek królowej Filip uczestniczył i pomagał jej w obowiązkach, jako suwerenny towarzysz w ceremoniach, takich jak Inauguracje Obrad Parlamentu w krajach Wspólnoty, obiadach państwowych i wizytach zagranicznych. Filip był pierwszym członkiem rodziny królewskiej, który latał helikopterem, odwiedzając i nadzorując oddziały, które miały wziąć udział w koronacji Elżbiety. Sam książę nie został koronowany, ale klęknął przed Elżbietą i przysiągł, że „jest jej lennym sługą życia i zdrowia”.

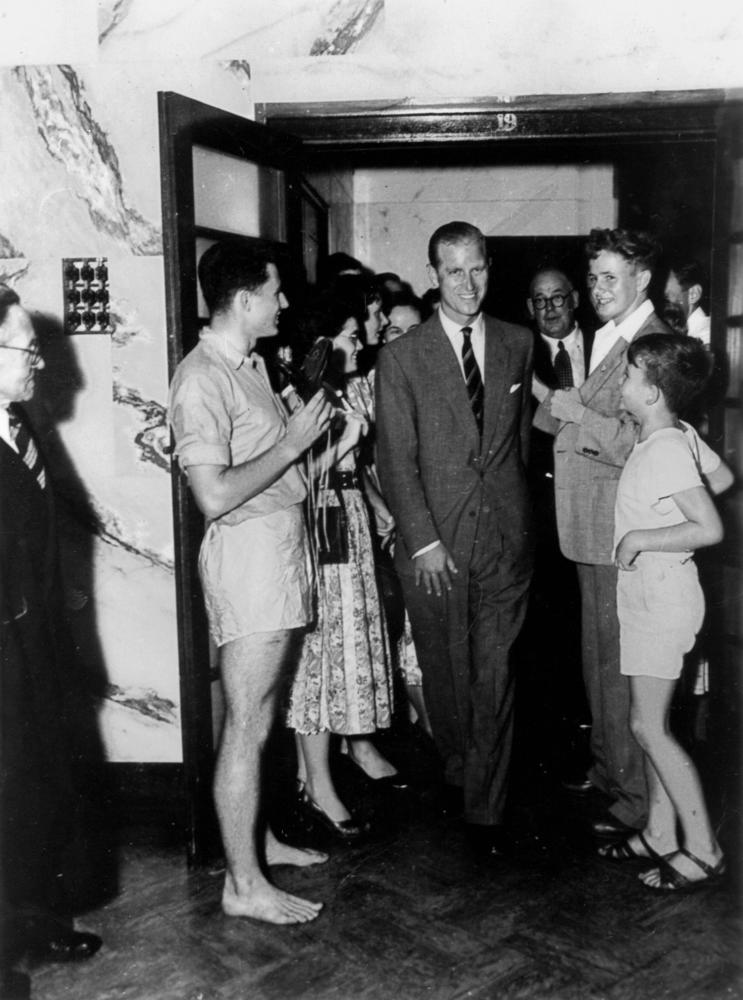
Książę Filip wizytuje Brisbane w Australii (1954)

Przez sześć miesięcy na przełomie 1953–1954 Filip i Elżbieta wizytowali kraje Wspólnoty. Ich dzieci zostały wtedy w Wielkiej Brytanii.
W 1956 wraz z Kurtem Hahnem ustanowił Nagrodę Księcia Edynburga, która miała na celu wzmacnianie poczucia obowiązku obywatelskiego i rozwijanie sprawności fizycznej wśród młodzieży. Od połowy 1956 do 1957 odbył podróż dookoła świata na pokładzie jachtu królewskiego HMY „Britannia”, podczas której m.in. otworzył Letnie Igrzyska Olimpijskie 1956 w Melbourne i odwiedził Antarktydę. Podróż bez żony wywołała spekulacje o kryzysie małżeńskim Filipa i Elżbiety, co doprowadziło do wydania przez Pałac Buckingham oświadczenia dementującego wszelkie tego typu pogłoski. W drodze powrotnej osobisty sekretarz Filipa, Mike Parker, otrzymał pozew rozwodowy od żony Eileen, co prasa uważała za skandal, a sytuacja zmusiła Parkera do zrezygnowania z funkcji sekretarza.
22 lutego 1957 uzyskał od królowej Elżbiety II tytuł księcia Wielkiej Brytanii i od tego czasu był znany jako „Jego Królewska Wysokość Książę Filip, Książę Edynburga”. 14 października tego samego roku został powołany do Królewskiej Tajnej Rady dla Kanady i złożył przed królową przysięgę wierności i lojalności (tzw. Oath of Allegiance). Zwiedzając Kanadę w 1969, mówił o swoich poglądach na temat republikanizmu:

„Jest kompletnym irracjonalizmem uważać, że monarchia istnieje tylko w interesie monarchy. Tak nie jest. Istnieje dla ludu. Jeśli kiedykolwiek naród zdecyduje, iż system jest nie do zaakceptowania, do jego obowiązków należy, aby to zmienić”.

Był patronem ponad 800 organizacji, w większości zajmujących się środowiskiem, przemysłem, sportem i edukacją. Pełnił funkcję brytyjskiego prezesa World Wide Fund for Nature od 1961 do 1982, międzynarodowego prezesa od 1981, a od 1996 honorowego przewodniczącego. Był także patronem Fundacji Pracy. W latach 1964–1986 był prezesem Międzynarodowej Federacji Jeździeckiej, a także kanclerzem uniwersytetów w Edynburgu, Salford i Aberystwyth.
17 września 1993 wziął udział w pogrzebie Władysława Sikorskiego na Wawelu.

#### Relacje rodzinne
Na początku lat 50. siostra Elżbiety, Małgorzata, była bliska zawarcia małżeństwa z pilotem Peterem Townsendem, bohaterem bitwy o Anglię, który był rozwodnikiem. Prasa zarzucała Filipowi, że był on wrogo nastawiony do tego małżeństwa.
Miał chłodne relacje ze swoim najstarszym synem, Karolem, dla którego był zimnym i surowym ojcem, poza tym rzadko miał dla niego czas, stosował wobec niego kary cielesne i wyładowywał na nim swoje frustracje spowodowane byciem niżej od niego w hierarchii królewskiej. Na początku 1981 napisał list do Karola, w którym doradził mu, by albo poślubił lady Dianę Spencer, albo zerwał z nią kontakty. Karol – wówczas 32-letni kawaler bez potomka – pod presją ojca w lutym 1981 oświadczył się Dianie, a sześć miesięcy później wziął z nią ślub, ale ich małżeństwo rozpadło się w 1992. Filip wraz z Elżbietą II zorganizowali spotkanie Karola z Dianą, starając się ich pogodzić, jednak bez powodzenia. Filip napisał list do Diany, w którym wyraził rozczarowanie zachowaniem obojga małżonków i poprosił ją o ponowne przemyślenie całej sprawy z innego punktu widzenia. Próby pogodzenia małżeństwa się nie powiodły, bowiem para wzięła rozwód. Diana zginęła 31 sierpnia 1997 w wypadku samochodowym w Paryżu. Książę w tym czasie przebywał na wakacjach w Balmoral z żoną i dalszą rodziną królewską. Udał się z synami Diany, książętami Williamem i Harrym, do kościoła, a przez kolejne pięć dni utrzymywał wnuków z dala od prasy. Odosobnienie rodziny królewskiej w takiej chwili powodowało publiczne oburzenie, jednakże po wystąpieniu królowej na żywo w telewizji 5 września nastroje społeczne polepszyły się. Niepewni, czy iść za trumną matki w kondukcie pogrzebowym, książęta wahali się. Wtedy Filip powiedział do Williama: Jeśli nie pójdziesz, to będziesz później żałował. Jeśli ja pójdę, zechcesz iść ze mną?. Filip, William, Harry, Karol i brat Diany, hrabia Spencer, w dniu pogrzebu Diany szli przez Londyn za trumną księżnej. Mohamed Al-Fayed, którego syn Dodi zginął w katastrofie wraz z Dianą, kilka lat po tragedii zarzucił Filipowi, że ten zamieszany był w jej śmierć (Al-Fayed już wcześniej był autorem wielu obalonych teorii dotyczących śmierci syna i Diany, które później zostały obalone). Filip powiedział wtedy, że wspierał Dianę, ponieważ sam wiedział, co znaczy być nowym członkiem rodziny królewskiej.

#### XXI wiek
W 2001 podczas Złotego Jubileuszu Elżbiety II Filip został wyróżniony przez Spikera Izby Gmin za rolę we wspieraniu Elżbiety podczas panowania. Staż księcia Edynburga jako małżonka królowej był większy od jakiegokolwiek innego małżonka w brytyjskiej historii, jednakże to królowa matka, która zmarła w wieku 101 lat, była najdłużej żyjącą małżonką króla.
W czerwcu 2011 w wywiadzie z okazji swoich 90. urodzin książę oświadczył, że ze względu na podeszły wiek, zamierza ograniczyć swoje obowiązki. Tego samego roku podczas pobytu w rezydencji królewskiej w Sandringham 23 grudnia Filip cierpiał na bóle w klatce piersiowej i przewieziony został na oddział kardiologiczny Papworth Hospital w hrabstwie Cambridgeshire, gdzie przeszedł zabieg angioplastyki wieńcowej oraz stentowania, podczas którego wszczepiony został tzw. stent usprawniający drożność naczyń krwionośnych. Został wypisany 27 grudnia.
4 maja 2017 Pałac Buckingham wydał oświadczenie, że jesienią tegoż roku książę Filip odchodzi na emeryturę. Książę wycofuje się z życia publicznego i będzie brał udział tylko w tych uroczystościach, które go szczególnie zainteresują.
20 listopada 2017 książę Filip wraz z Królową Elżbietą II obchodzili 70. rocznicę ślubu.

### Choroba i śmierć
W kwietniu 2008 Filip został przyjęty do szpitala Króla Edwarda VII na „obserwację i leczenie” infekcji klatki piersiowej. Ze szpitala wyszedł trzy dni później. W sierpniu tego samego roku „Evening Standard” doniósł, że książę cierpi na raka prostaty. Pałac Buckingham, który zazwyczaj odmawiał komentarza na temat stanu zdrowia rodziny królewskiej, stwierdził, że pomówienia te są naruszeniem prywatności. Dodatkowo sam Filip wydał oświadczenie, w którym zaprzeczył całej historii. Niedługo później gazeta przyznała, że była to nieprawda.
4 czerwca 2012 podczas oficjalnych obchodów diamentowego jubileuszu Elżbiety II książę trafił po pierwszym dniu obchodów do szpitala Króla Edwarda VII z powodu ostrego zapalenia pęcherza moczowego i nie mógł uczestniczyć w uroczystościach w kolejnych dniach. Ze szpitala wyszedł 9 czerwca. Po nawrocie choroby w sierpniu 2012 został przyjęty do szpitala Aberdeen Royal Infirmary na leczenie zapobiegawcze na okres 5 dni.
6 czerwca 2013 został ponownie przewieziony do szpitala Króla Edwarda VII, gdzie przeprowadzono badania jamy brzusznej, które wykazały nieprawidłowości. Następnego dnia został poddany operacji diagnostycznej jamy brzusznej. Ze szpitala wyszedł 17 czerwca. 21 maja 2014 książę pojawił się publicznie z bandażem na prawej ręce po niewielkiej interwencji chirurgicznej bez narkozy, która odbyła się dzień wcześniej w Pałacu Buckingham. W czerwcu 2017 został przewieziony do szpitala króla Edwarda VII z powodu infekcji, gdzie spędził dwie noce, przez co opuścił otwarcie nowej sesji Parlamentu (State Opening of Parliament) oraz wyścigi konne w Ascot.
3 kwietnia 2018 został przewieziony do szpitala imienia Króla Edwarda VII w Londynie, gdzie w dniu 10 kwietnia 2018 roku przeszedł operację wymiany stawu biodrowego (wszczepienie endoprotezy stawu biodrowego). Ze szpitala został wypisany 13 kwietnia.
16 lutego 2021 został przyjęty do szpitala króla Edwarda VII z powodu infekcji. 1 marca został przewieziony do szpitala św. Bartłomieja w celu kontynuowania leczenia, a ponadto poddania się „testom i obserwacji” w odniesieniu do wcześniejszej choroby serca. 5 marca wrócił do szpitala króla Edwarda VII, skąd został wypisany 16 marca.
9 kwietnia 2021, w południe, Pałac Buckingham wystosował informację o śmierci niemal 100-letniego księcia Filipa. Książę małżonek zmarł rano tego dnia w zamku Windsor, spokojnie, dwa miesiące przed swoimi setnymi urodzinami. Synowa księcia, Zofia, hrabina Wessexu, opisała jego śmierć słowami: „To było takie delikatne. To było tak, jakby ktoś wziął go za rękę i poszedł”.
Był najdłużej żyjącym męskim członkiem brytyjskiej rodziny królewskiej. Książę był także najdłużej żyjącym męskim potomkiem królowej Wiktorii, bijąc w dniu 13 grudnia 2016 roku rekord hrabiego Carla Johana Bernadotte of Wisborg (wnuka księcia Connaught), który dożył 95 lat, 6 miesięcy i 5 dni. Był także obecnie najdłużej żyjącym współmałżonkiem monarchy na świecie.

#### Pogrzeb
Narodowy plan żałoby i pochówku księcia nosił nazwę Operacja Forth Bridge (nazwana tak od mostu Forth Bridge w pobliżu Edynburga). Pierwotny plan został zmieniony w związku z pandemią COVID-19.
Książę Filip nie życzył sobie pogrzebu państwowego. Ceremonia pogrzebowa męża królowej Elżbiety II, odbyła się na zamku w Windsorze. Książę Filip został pochowany w kaplicy św. Jerzego na zamku w Windsorze. Pogrzeb odbył się 8 dni po śmierci księcia, czyli 17 kwietnia 2021 r.
Pogrzeb księcia Filipa miał podobny poziom oficjalności, co pogrzeb Elżbiety, Królowej Matki w 2002.
Po śmierci królowej Elżbiety II, która nastąpiła 8 września 2022, ciało księcia Filipa zostało przeniesione do kaplicy pamięci Jerzego VI w Windsorze.

## Zamiłowania i osobowość
Filip grał w polo do 1971, kiedy zaczął startować w powożeniu zaprzęgiem i stał się wielkim propagatorem tej dyscypliny. Jej przepisy powstawały pod jego nadzorem. Był zapalonym żeglarzem, przyjaźnił się ze sławnym entuzjastą tego sportu i projektantem Uffa Foxem, którego poznał w 1949 na regatach w Cowes. Od tego czasu startowali razem wielokrotnie w wielu zawodach, a książę posyłał swoje dzieci do Foxa na naukę żeglarstwa. Wspólnie z królową regularnie uczestniczył w sławnych regatach Cowes Week na pokładzie HMY „Britannia”. Był członkiem jachtklubu Royal Yacht Squadron, w którym pełnił funkcje komandora, następnie był jego admirałem.
Jego pierwsza lekcja latania samolotem miała miejsce w 1952. W dniu 70. urodzin miał naliczonych 5150 pilotażowych godzin.
Książę malował farbami olejnymi, a także kolekcjonował obrazy oraz rysunki, które wiszą w Buckingham Palace, Windsor Castle, Sandringham House i Balmoral Castle. Hugh Casson opisał dzieła Filipa jako „dokładnie takie, jakie można się było spodziewać... całkowicie bezpośrednie, bez zawieszania się. Mocne kolory, zdecydowane pociągnięcia pędzlem”.
Latem 1975 książę złożył nieoficjalną wizytę w Polsce, będąc uczestnikiem odbywających się w Sopocie III Europejskich Mistrzostw w Powożeniu.
W 1979, gdy królowa Elżbieta II i książę Filip byli gośćmi prezydenta Cartera w Białym Domu, Filip po skończonej kolacji udał się sam do sławnej Sali Czerwonej, gdzie dwóch lokajów podawało alkohol. Filip podszedł do jednego z nich, Lynwooda Westraya, który go zapytał: Wasza Królewska Mość, czy zechcesz wziąć jednego [drinka]?, na co Filip odpowiedział: Wezmę jeden, jeśli pozwolisz mi wam służyć, na co poruszony Lynwood nie wiedział, co odpowiedzieć ani zrobić, gdyż miał zajęte obie dłonie, wtem książę dodał: Wypiję, jeśli wy wypijecie ze mną. Westray po latach wspominał: Więc nalał każdemu po drinku i porozmawialiśmy. Powiedział nam, że w razie jeśli bylibyśmy kiedykolwiek w Londynie, to zaprasza nas do Pałacu Buckingham, abyśmy mogli go zobaczyć. Wyobrażasz sobie taki zaszczyt? Nie mogliśmy pić w czasie służby, nie jesteśmy przecież gośćmi, ale byliśmy wtedy sami, więc nikt nie wiedział, co się dzieje. Więc piliśmy wszyscy i prowadziliśmy miłą rozmowę. To jest rzecz, której do końca życia nie zapomnę.
Przez ponad 70 lat małżeństwa z królową Filip zasłynął ze specyficznego, ciętego humoru i uwag, które często były interpretowane jako obraźliwe i były odzwierciedleniem jego specyficznego charakteru. Niektóre z nich od razu zostały uznane za gafy księcia, ale są też przedmiotem sporów wśród apologetów, którzy określają je „jako wyjęte z kontekstu, bezcelowe, ale często zabawne”. Dla przykładu. W 1986, podczas wizyty w Chinach, w prywatnej rozmowie z brytyjskimi studentami Xian’s Northwest University Filip zażartował, że „jeśli się zadomowią, ich oczy zrobią się skośne”. Brytyjska prasa zwróciła wtedy uwagę na nietolerancję rasową księcia, jednak władze chińskie nie poświęciły incydentowi większej uwagi. Komentarz nie miał wpływu na chińsko-brytyjskie stosunki, ale nieco nadszarpnął wizerunek księcia. W 1999 gazety zarzuciły małżonkowi królowej obrażenie podczas koncertu pop w Walii niesłyszących dzieci, które stały obok karaibskich bębniarzy. Powiedział wówczas: Głusi? Nic dziwnego, że jesteście głusi, skoro stoicie w tym miejscu. Od lat 50. doniesienia prasowe twierdziły, że królowa i książę bardzo się od siebie oddalili, co rozwścieczyło Filipa i przeraziło królową, która stanowczo zaprzeczyła doniesieniom. Prasa donosiła także o nieślubnym dziecku Filipa, które spłodził kochance podczas pobytu w Australii. Pozostając mężem królowej, przez kilka lat był także w nieformalnej relacji z księżną Aleksandrą Hamilton, co potwierdziło kilku przyjaciół księcia.
Zdarzało mu się podchodzić krytycznie do swojego sposobu zarabiania pieniędzy, np. podczas otwarcia nowego stadionu Arsenal F.C.: Cóż, może i nie macie [tu] mojej żony, ale macie drugiego najbardziej doświadczonego odsłaniacza tablic na świecie. Królowa brytyjska z powodu urazu kręgosłupa nie brała bowiem tradycyjnego udziału w odsłanianiu nowych, szeroko komentowanych w prasie budowli.
Książę Filip był wolnomularzem, w 2013 celebrował 60. rocznicę wstąpienia do tej organizacji.

## Odznaczenia
- Order Podwiązki – 1947
- Order Ostu – 1952
- Królewski Łańcuch Wiktoriański – 2007
- Order Zasługi – 1968
- Wielki Mistrz i Knight Grand Cross Orderu Imperium Brytyjskiego – 1953
- Knight Orderu Australii – 2015, Australia
- Queen’s Service Order – 1981, Nowa Zelandia
- Nowozelandzki Medal Pamiątkowy 1990 – 1990, Nowa Zelandia
- 1939–1945 Star – 1945
- Atlantic Star – 1945
- Africa Star – 1945
- Burma Star z klamrą Pacific – 1945
- Italy Star – 1945
- War Medal 1939–1945 z okuciem Mentioned in Despatches – 1945
- King George VI Coronation Medal – 1937
- Queen Elizabeth II Coronation Medal – 1953
- Queen Elizabeth II Silver Jubilee Medal – 1977
- Queen Elizabeth II Golden Jubilee Medal – 2002
- Queen Elizabeth II Diamond Jubilee Medal – 2012
- Canadian Forces Decoration z trzema belkami – 1982, Kanada
- NZ Commemorative Medal – 1990, Nowa Zelandia
- Malta George Cross 50th Anniversary Commemorative Medal – 1992, Malta
- Saskatchewan Centennial Medal – 2005, Saskatchewan (Kanada)
- Order Słonia – 1947, Dania[52]
- Krzyż Wielki Orderu Zbawiciela – 1947, Grecja
- Order Domowy św. Jerzego i św. Konstantyna I klasy – 1941, Grecja
- Krzyż Wielki Orderu Feniksa – 1950, Grecja
- Krzyż Wielki Orderu Jerzego I – 1950, Grecja
- Krzyż Wojenny 1940 – 1945, Grecja
- Order Słońca – 1971, Afganistan
- Krzyż Wielki Orderu Wyzwoliciela San Martina – 1962, Argentyna
- Wielka Gwiazda Odznaki Honorowej za Zasługi dla Republiki Austrii – 1966, Austria
- Wielka Wstęga Orderu Leopolda – 1963, Belgia
- Krzyż Wielki Narodowego Orderu Kondora Andów – 1962, Boliwia
- Krzyż Wielki Orderu Krzyża Południa – 1962, Brazylia
- Królewski Order Domowy Brunei I klasy – 1972, Brunei
- Łańcuch Orderu Zasługi – 1962, Chile
- Krzyż Wielki Narodowego Orderu Zasługi – 1962, Ekwador
- Krzyż Wielki z Łańcuchem Orderu Królowej Saby – 1954, Etiopia
- Krzyż Wielki Orderu Białej Róży – 1961, Finlandia
- Krzyż Wielki Legii Honorowej – 1957, Francja
- Croix de Guerre 1939–1945 z palmą – 1945, Francja
- Krzyż Wielki Orderu Karola III – 1986, Hiszpania
- Kawaler Krzyża Wielkiego Orderu Lwa Niderlandzkiego – 1958, Holandia
- Order Złotej Arki – 1979, Holandia
- Order Króla Fajsala I I Klasy – 1956, Irak
- Krzyż Wielki Orderu Sokoła Islandzkiego – 1963, Islandia
- Wielka Wstęga Najwyższego Orderu Chryzantemy – 1971, Japonia
- Wisam al-Nahda – 1966, Jordania
- Order Jugosłowiańskiej Wielkiej Gwiazdy – 1972, Jugosławia
- Łańcuch Orderu Niepodległości – 1979, Katar
- Krzyż Wielki Klasy Specjalnej Orderu Boyacá – 1962, Kolumbia
- Order Gwiazdy Afryki – 1961, Liberia
- Order Domowy Nassauski Lwa Złotego – 1972, Luksemburg
- Order Wybinego Przywódcy II Klasy – 1972, Malediwy
- Wissam al-Mohammadi – 1980, Maroko
- Łańcuch Orderu Orła Azteków – 1964, Meksyk
- Krzyż Wielki Orderu Świętego Karola – 1951, Monako
- Order Ojaswi Rajanya – 1960, Nepal
- Stopień Specjalny Krzyża Wielkiego Orderu Zasługi RFN – 1958, RFN
- Krzyż Wielki z Łańcuchem Orderu św. Olafa – 1952, Norwegia
- Wisam al-Oman – 1979, Oman
- Krzyż Wielki Orderu Manuela Amadora Guerrero – 1953, Panama
- Royal Chief Orderu Logohu – 2005, Papua-Nowa Gwinea
- Narodowy Order Zasługi – 1962, Paragwaj
- Krzyż Wielki Orderu Słońca Peru – 1962, Peru
- Wielka Wstęga Orderu Zasługi RP – 1991, Polska[53]
- Krzyż Wielki Orderu Wieży i Miecza – 1955, Portugalia[54]
- Krzyż Wielki Orderu Chrystusa – 1993, Portugalia[54]
- Krzyż Wielki Orderu Wojskowego Avis – 1979, Portugalia[54]
- Wielki Łańcuch Orderu Infanta Henryka – 1973, Portugalia[54]
- Darjah Utama Temasek – 1972, Singapur
- Order Republiki – 1964, Sudan
- Order Królewski Serafinów – 1954, Szwecja
- Order Niepodległości – 1961, Tunezja
- Kawaler Krzyża Wielkiego Orderu Zasługi Republiki Włoskiej – 1958, Włochy[55]
- Wielka Wstęga Orderu Lamparta – 1973, Zair
- Królewski Order Lśniącej Gwiazdy Zanzibaru I Klasy – 1963, Zanzibar
- Order Federacji – 2010, Zjednoczone Emiraty Arabskie[56]

## Genealogia

### Przodkowie
| Prapradziadkowie                                                      | Fryderyk Wilhelm Glücksburg (1785–1831) ∞ 1810 Luiza Karolina Heska (1789–1867)            | Wilhelm Heski (1787–1867) ∞ 1810 Luiza Charlotta Oldenburg (1789–1864)                     | Cesarz Rosji Mikołaj I Romanow (1796–1855) ∞ 1817 Aleksandra Fiodorowna (1798–1860)        | Książę Saksonii-Altenburga Józef Wettin (1789–1868) ∞ 1817 Amelia Wirtemberska (1799–1848) | Wielki Książę Hesji Ludwik II Heski (1777–1848) ∞ 1804 Wilhelmina Badeńska (1788–1836) | Maurycy Hauke-Bosak (1775–1830) ∞ 1799 Zofia Lafontaine                 | Karol Heski (1809–1879) ∞ 1836 Elżbieta Pruska (1815–1885)                       | Albert Saxe-Coburg-Gotha (1819–1861) ∞ 1840 Królowa Wielkiej Brytanii Wiktoria Hanowerska (1819–1901) |
| Pradziadkowie                                                         | Król Danii Chrystian IX Glücksburg (1818–1906) ∞ 1842 Luiza z Hesji-Kassel (1817–1898)     | Król Danii Chrystian IX Glücksburg (1818–1906) ∞ 1842 Luiza z Hesji-Kassel (1817–1898)     | Konstanty Mikołajewicz Romanow (1827–1892) ∞ 1848 Aleksandra Wettin (1830–1911)            | Konstanty Mikołajewicz Romanow (1827–1892) ∞ 1848 Aleksandra Wettin (1830–1911)            | Aleksander z Hesji-Darmstadt (1823–1888) ∞ 1851 Julia Hauke (1825–1895)                | Aleksander z Hesji-Darmstadt (1823–1888) ∞ 1851 Julia Hauke (1825–1895) | Wielki Książę Hesji Ludwik IV Heski (1837–1892) ∞ 1861 Alicja Koburg (1843–1878) | Wielki Książę Hesji Ludwik IV Heski (1837–1892) ∞ 1861 Alicja Koburg (1843–1878)                      |
| Dziadkowie                                                            | Król Grecji Jerzy I Glücksburg (1845–1913) ∞ 1867 Olga Konstantinowna Romanowa (1851–1926) | Król Grecji Jerzy I Glücksburg (1845–1913) ∞ 1867 Olga Konstantinowna Romanowa (1851–1926) | Król Grecji Jerzy I Glücksburg (1845–1913) ∞ 1867 Olga Konstantinowna Romanowa (1851–1926) | Król Grecji Jerzy I Glücksburg (1845–1913) ∞ 1867 Olga Konstantinowna Romanowa (1851–1926) | Ludwik Battenberg (1854–1921) ∞ 1884 Wiktoria Heska (1863–1950)                        | Ludwik Battenberg (1854–1921) ∞ 1884 Wiktoria Heska (1863–1950)         | Ludwik Battenberg (1854–1921) ∞ 1884 Wiktoria Heska (1863–1950)                  | Ludwik Battenberg (1854–1921) ∞ 1884 Wiktoria Heska (1863–1950)                                       |
| Rodzice                                                               | Andrzej Glücksburg (1882–1944) ∞ 1903 Alicja Battenberg (1885–1969)                        | Andrzej Glücksburg (1882–1944) ∞ 1903 Alicja Battenberg (1885–1969)                        | Andrzej Glücksburg (1882–1944) ∞ 1903 Alicja Battenberg (1885–1969)                        | Andrzej Glücksburg (1882–1944) ∞ 1903 Alicja Battenberg (1885–1969)                        | Andrzej Glücksburg (1882–1944) ∞ 1903 Alicja Battenberg (1885–1969)                    | Andrzej Glücksburg (1882–1944) ∞ 1903 Alicja Battenberg (1885–1969)     | Andrzej Glücksburg (1882–1944) ∞ 1903 Alicja Battenberg (1885–1969)              | Andrzej Glücksburg (1882–1944) ∞ 1903 Alicja Battenberg (1885–1969)                                   |
| Filip Mountbatten (ur. 10 VI 1921 – zm. 09 IV 2021), książę Edynburga |                                                                                            |                                                                                            |                                                                                            |                                                                                            |                                                                                        |                                                                         |                                                                                  | |

### Potomkowie
| Dzieci                                       | Wnuki                                       | Prawnuki                                                  |
| Karol III, król Wielkiej Brytanii (ur. 1948) | Wilhelm, książę Walii (ur. 1982)            | książę Jerzy z Walii (ur. 2013)                           |
| Karol III, król Wielkiej Brytanii (ur. 1948) | Wilhelm, książę Walii (ur. 1982)            | księżniczka Karolina z Walii (ur. 2015)                   |
| Karol III, król Wielkiej Brytanii (ur. 1948) | Wilhelm, książę Walii (ur. 1982)            | książę Ludwik z Walii (ur. 2018)                          |
| Karol III, król Wielkiej Brytanii (ur. 1948) | Henryk, książę Sussexu (ur. 1984)           | książę Archie z Sussexu (ur. 2019)                        |
| Karol III, król Wielkiej Brytanii (ur. 1948) | Henryk, książę Sussexu (ur. 1984)           | księżniczka Lilibet z Sussexu (ur. 2021)                  |
| Anna, księżniczka królewska (ur. 1950)       | Peter Phillips (ur. 1977)                   | Savannah Phillips (ur. 2010)                              |
| Anna, księżniczka królewska (ur. 1950)       | Peter Phillips (ur. 1977)                   | Isla Phillips (ur. 2012)                                  |
| Anna, księżniczka królewska (ur. 1950)       | Zara Phillips (ur. 1981)                    | Mia Tindall (ur. 2014)                                    |
| Anna, księżniczka królewska (ur. 1950)       | Zara Phillips (ur. 1981)                    | Lena Tindall (ur. 2018)                                   |
| Anna, księżniczka królewska (ur. 1950)       | Zara Phillips (ur. 1981)                    | Lucas Tindall (ur. 2021)                                  |
| Andrzej, książę Yorku (ur. 1960)             | księżniczka Beatrycze z Yorku (ur. 1988)    | Sienna Mapelli-Mozzi (ur. 2021)                           |
| Andrzej, książę Yorku (ur. 1960)             | księżniczka Eugenia z Yorku (ur. 1990)      | August Brooksbank (ur. 2021) Ernest Brooksbank (ur. 2023) |
| Edward, książę Edynburga (ur. 1964)          | lady Ludwika Mountbatten-Windsor (ur. 2003) |                                                           |
| Edward, książę Edynburga (ur. 1964)          | Jakub, hrabia Wessexu (ur. 2007)            |                                                           |